# Unescoceratops
Unescoceratops koppelhusae
Genre
Espèce
Unescoceratops est un genre de dinosaures cératopsiens de la famille des Leptoceratopsidae du Crétacé supérieur, nommé en l'honneur de l'UNESCO, qui a été trouvé en Alberta (Canada). Ce genre n'est représenté que par l'espèce Unescoceratops koppelhusae.

## Découverte
Unescoceratops n'est connu que par le spécimen holotype TMP 95.12.6, un dentaire partiel gauche. Le fossile a été trouvé en 1995 à Black Coulee (anciennement Deadhorse Coulee), près du Writing-on-Stone Provincial Park, dans la formation de Dinosaur Park, qui date du Campanien supérieur (Crétacé supérieur), il y a environ 76,5 à 75 millions d'années. L'échantillon a d'abord été considéré comme trop incomplet pour être identifié et a été abandonné pendant plusieurs années. On pensait alors qu'il s'agissait probablement d'un Leptoceratops. Une analyse cladistique faite par Michael Ryan, du Cleveland Museum of Natural History, et David Evans, du Musée royal de l'Ontario, l'a reconnu comme un des genres de leptoceratopsidés les plus évolués.

## Description
On pense qu'Unescoceratops avait entre un et deux mètres de long et moins de 91 kg. Ses dents étaient les plus arrondies de tous les leptoceratopsidés.
Mallon et al. (2013) ont étudié la coexistence des herbivores sur l'île-continent de Laramidia pendant le Crétacé supérieur. D'après eux, les petits ornithischiens comme Unescoceratops ne pouvaient généralement se nourrir que de la végétation d'une hauteur égale ou inférieure à 1 mètre.

## Étymologie
Le genre Unescoceratops a été décrit la première fois par Michael Joseph Ryan (d), David C. Evans (d), Philip John Currie, Caleb Marshall Brown et Don Brinkman en 2012 (bien qu'il ait été publié dès 1995 par Ryan et Currie sans avoir reçu un nom). L'espèce-type s'appelle Unescoceratops koppelhusae. Le nom signifie « cératopsien de l'UNESCO » (cératopsien est dérivé des mots grecs κερας/keras qui signifie « corne » et οψις / opsis / qui signifie « face, visage »). Le nom est destiné à honorer les efforts de l'UNESCO visant à mieux connaître les sites d'histoire naturelle à travers le monde. « Dinosaurprovincialparkaceratops était trop long », a expliqué Ryan.

## Publication originale
- (en) Michael J. Ryan, David C. Evans, Philip J. Currie, Caleb M. Brown et Don Brinkman, « New leptoceratopsids from the Upper Cretaceous of Alberta, Canada », Cretaceous Research, Elsevier, vol. 35,‎ juin 2012, p. 69-80 (ISSN 0195-6671 et 1095-998X, OCLC 36935308, DOI 10.1016/J.CRETRES.2011.11.018).